# Scrophularia aequilabris
Scrophularia aequilabris är en flenörtsväxtart som beskrevs av Tsoong. Scrophularia aequilabris ingår i släktet flenörter, och familjen flenörtsväxter. Inga underarter finns listade i Catalogue of Life.